# 일본인과 러시아인 우호의 집

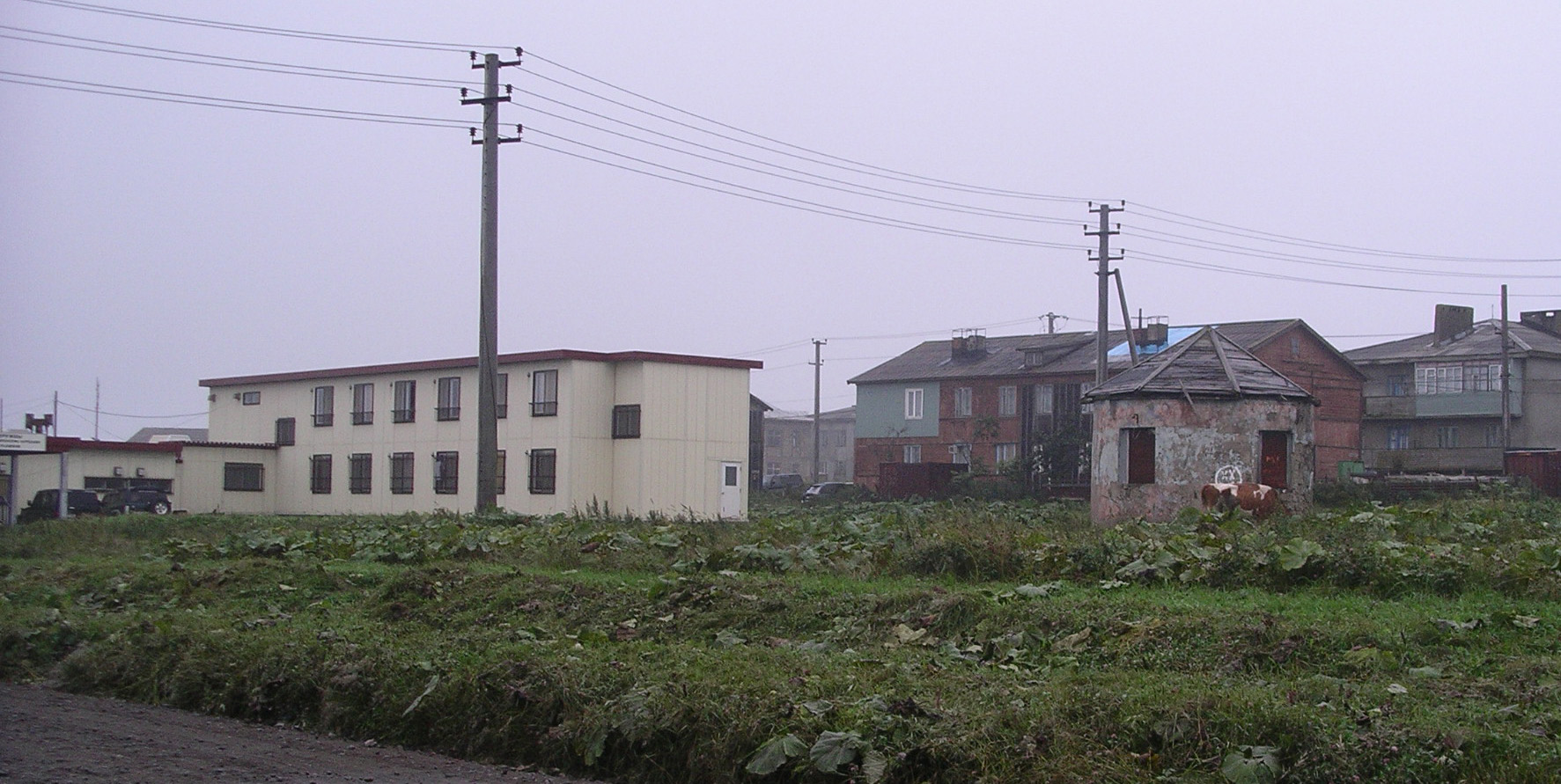
일본인과 러시아인 우호의 집

일본인과 러시아인 우호의 집(일본어: 日本人とロシア人の友好の家 니혼진토로시아진노유코노이에[*], 러시아어: Дом дружбы между российским и японским народами 돔 드루즈비 메즈두 로시스킴 이 야폰스킴 나로다미[*], “우호의 집”이라고 생략하는 경우도 있다)은 일본의 정치인 스즈키 무네오가 중의원 재직 시절에 러시아 쿠나시르 섬 유즈노쿠릴스크에 완성시켰던 시설이었다.

## 건설 경위와 현황
건설 당시 스즈키 무네오가 건설업자와 뒷거래를 한다는 소문이 돌았다. 일본 공화당의 중의원 사사키 켄쇼가 이 의혹을 중의원 예산위원회에서 추궁할 때 '무네오 하우스'라는 속칭이 있다는 것을 소개하였고 매스컴에서 이것을 보도해 버려 '우호의 집'은 이런 이름으로 알려지게 되어버리고 말았다.

## 인터넷 상에서의 영향
이 의혹이 떠오른 2002년 2월 무렵, 인터넷 게시판 사이트 2채널의 테크노판에 '애시드 하우스(음악의 장르) = 무네오 하우스'라는 이름의 게시글이 나타났다. 처음에는 말장난으로 올렸던 글이었으나 덧글 중에 DJ SHIKARABA 등이 스즈키 무네오 등, 당시 국회의원들의 답변 외 여러 가지 목소리를 샘플링해 하우스 뮤직을 발표해버리자 화제가 되었다.
테크노는 물론 트랜스까지 어우러진 장르였지만 모두 '무네오 하우스'라고 불렸다. 2002년 봄에서 여름에 걸쳐 신주쿠, 교토 등에서 클럽 이벤트가 개최되어 일시적으로 서버 트래픽이 문제가 될 정도로 열기가 높았다.
2003년 이후 붐이 시들해진 뒤에도 공식 사이트 게시판에서 계속 곡이 만들어져, 지금까지 앨범으로는 20장 이상 분량의 곡이 완성되어 있다.
처음에는 당연하게도 본인 허가 없이 언더그라운드적인 활동이었지만, 2004년 5월에는 삿포로에서, 2006년 2월에는 도쿄에서 개최된 무네오하우스의 클럽 이벤트에는 'MC 무네오'라는 이름으로 스즈키 무네오 본인도 참가하는 등, 현재는 사실상 본인이 공인한 셈이 되었다.

## 같이 보기
- 스즈키 무네오
- 러일관계